# 光束

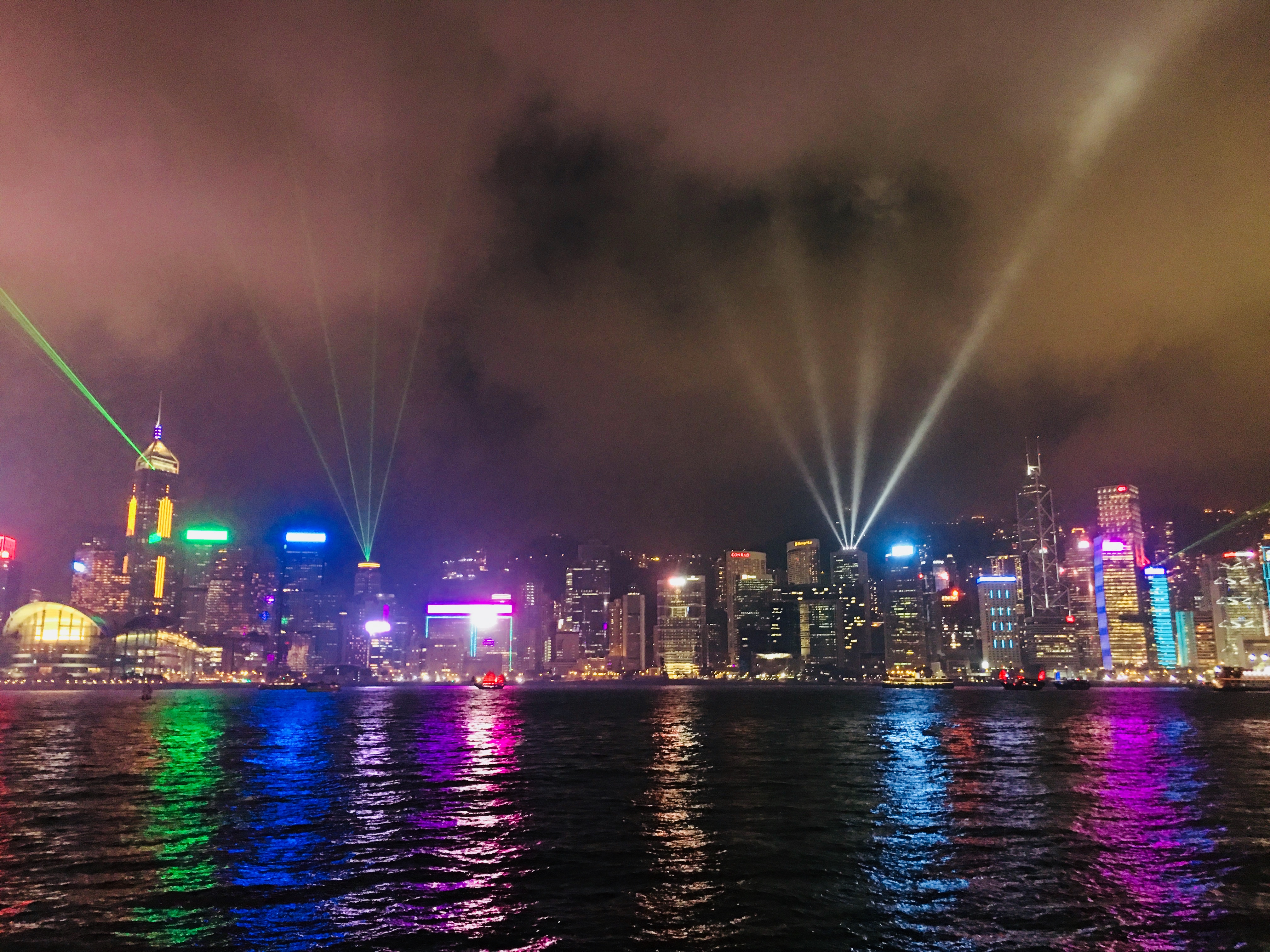
幻彩詠香江的光束

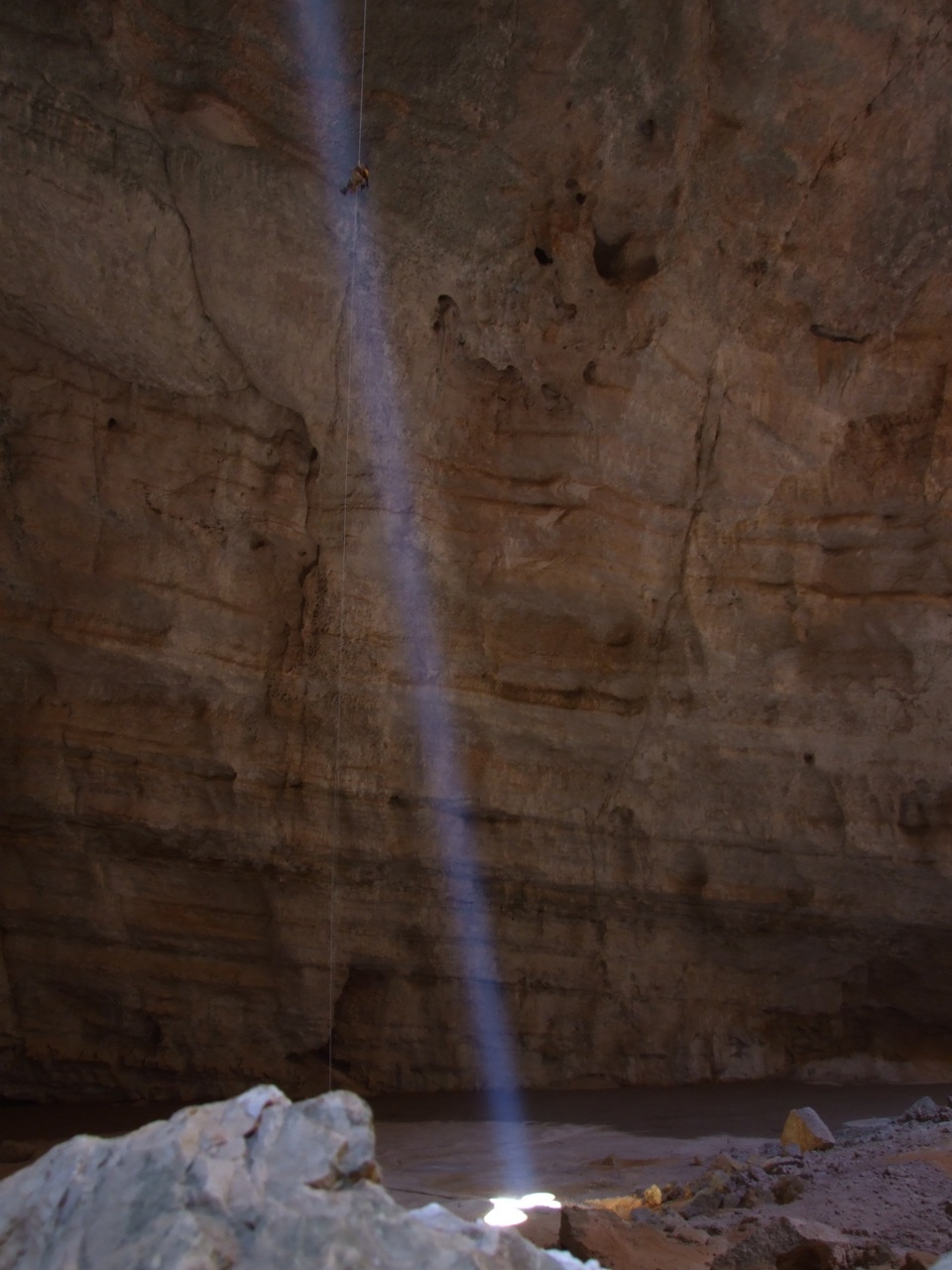
洞穴裡面的太陽光束

光束是從光源發出的一束直線走向的定向光的集合。阳光經過云层、树叶或窗户等介质后可以形成光束（太陽光束）；光束也可以由人工生成，在许多照明设备中，為了能發出光束，這些設備用到了電光源和拋物面反射器，例如前照燈、抛物面鍍鋁反射燈和發光二極管。